# Kessler-rigó
A Kessler-rigó (Turdus kessleri) a madarak osztályának verébalakúak (Passeriformes) rendjébe és a rigófélék (Turdidae) családjába tartozó faj.

## Rendszerezése
A fajt Nyikolaj Mihajlovics Przsevalszkij orosz tábornok, geográfus, utazó és felfedező írta le 1876-ban, a Merula nembe Merula Kessleri néven.

## Előfordulása
Bhután, Kína, India és Nepál területén honos. Természetes élőhelyei a szubtrópusi vagy trópusi magassági gyepek, valamint mérsékelt övi cserjések. Magassági vonuló.

## Megjelenése
Átlagos testhossza 28 centiméter.

## Természetvédelmi helyzete
Az elterjedési területe rendkívül nagy, egyedszáma pedig stabil. A Természetvédelmi Világszövetség Vörös listáján nem fenyegetett fajként szerepel.